# Liste der Kulturdenkmäler in Niedertiefenbach
In der Liste der Kulturdenkmäler in Niedertiefenbach sind alle Kulturdenkmäler der rheinland-pfälzischen Ortsgemeinde Niedertiefenbach aufgeführt. Grundlage ist die Denkmalliste des Landes Rheinland-Pfalz (Stand: 15. Januar 2024).

## Denkmalzonen
| Bezeichnung                    | Lage                                    | Baujahr                     | Beschreibung                                                                                                | Bild                           |
| ------------------------------ | --------------------------------------- | --------------------------- | --- | ------------------------------ |
| Denkmalzone Jüdischer Friedhof | nordwestlich des Ortes am Waldrand Lage | Anfang des 19. Jahrhunderts | vermutlich am Anfang des 19. Jahrhunderts angelegt; umfriedetes Gelände mit 28 Grabsteine von 1812 bis 1937 | weitere Bilder Fotos hochladen |

## Einzeldenkmäler
| Bezeichnung              | Lage                | Baujahr                    | Beschreibung | Bild                           |
| ------------------------ | ------------------- | -------------------------- | --- | ------------------------------ |
| Evangelische Pfarrkirche | Hauptstraße 12 Lage |                            | spätromanisches Schiff, um 1500 erweitert; Gesamtanlage mit Pfarrhaus (Hauptstraße 14)                            | weitere Bilder Fotos hochladen |
| Evangelisches Pfarrhaus  | Hauptstraße 14 Lage | Mitte des 18. Jahrhunderts | Mansarddachbau, verputzt und verkleidet, wohl mit Fachwerk aus der Mitte oder zweiten Hälfte des 18. Jahrhunderts | weitere Bilder Fotos hochladen |